# Picos de Urbión
Picos de Urbión är en bergskedja i Spanien.   Den ligger i provinsen Provincia de Soria och regionen Kastilien och Leon, i den norra delen av landet, 190 km norr om huvudstaden Madrid.